# Элис (фильм, 1990)
«Алиса» (англ. Alice) — кинофильм режиссёра Вуди Аллена, вышедший на экраны в 1990 году.

## Сюжет
В центре сюжета находится дама бальзаковского возраста, обременённая лишь домашними заботами и походами по магазинам с лёгкой руки супруга. Однако, пожаловавшись однажды на боль в спине, она попадает в расположение китайского врача, практикующего неординарную народную медицину при помощи особых трав, благодаря которым главная героиня Элис узнаёт много нового о других, супруге и себе.

## В ролях
- Миа Фэрроу — Элис Тейт
- Уильям Хёрт — Даг Тейт
- Джо Мантенья — Джо
- Алек Болдуин — Эд
- Джун Скуибб — Хильда
- Блайт Даннер — Дороти, сестра Элис
- Гвен Вердон — мать Элис
- Джуди Дэвис — Викки
- Кей Люк — доктор Янг
- Сибилл Шеперд — Нэнси Брилл
- Бернадетт Питерс — муза
- Холланд Тейлор — Хелен
- Джулия Кавнер — декоратор
- Боб Балабан — Сид Московиц

## Награды и номинации
- 1990 — премия Национального совета кинокритиков США за лучшую женскую роль (Миа Фэрроу).
- 1991 — номинация на премию «Оскар» за лучший оригинальный сценарий (Вуди Аллен).
- 1991 — номинация на премию «Золотой глобус» за лучшую женскую роль в комедии или мюзикле (Миа Фэрроу).
- 1991 — номинация на премию Гильдии сценаристов США за лучший оригинальный сценарий (Вуди Аллен).
- 1992 — номинация на премию «Сезар» за лучший зарубежный фильм (Вуди Аллен).